# أنتونيو فرنانديس (لاعب شطرنج)
أنتونيو فرنانديس António Fernandes (ولد في 18 أكتوبر 1962) لاعب شطرنج برتغالي يحمل لقب أستاذ كبير.

## ألقاب
- نال لقب أستاذ دولي عام 1985، ولقب أستاذ كبير عام 2003.

## تصنيف
- بلغ تصنيف إيلو 2443 نقطة في يناير 2018.

## روابط خارجية
- أنتونيو فرنانديس على موقع الاتحاد الدولي للشطرنج (الإنجليزية)
- أنتونيو فرنانديس على موقع مباريات الشطرنج (الإنجليزية)
- أنتونيو فرنانديس على موقع 365Chess.com (الإنجليزية)
- أنتونيو فرنانديس على موقع Chesstempo.com (الإنجليزية)
- أنتونيو فرنانديس سجل أولمبياد الشطرنج على موقع OlimpBase.org (الإنجليزية)